# Třída Čidori
Třída Čidori (japonsky 千鳥型 Čidori-gata) sestávala ze čtyř torpédovek (水雷艇 suiraitei) japonského císařského námořnictva, postavených v letech 1931 až 1934. Jednotky třídy Čidory vznikly jako malá, ale silně vyzbrojená plavidla, která by nespadala do limitů ustanovených londýnskou námořní konferencí. Snaha o umístění silné výzbroje na malý trup s sebou přinesla problémy se stabilitou, které v noci na 12. března 1934 vedly k tzv. Incidentu Tomozuru (友鶴事件 Tomozuru džiken) – převrácení torpédovky Tomozuru za bouře. To donutilo císařské námořnictvo přehodnotit nároky na stabilitu nejenom u třídy Čidory, ale i u všech ostatních lodí císařského námořnictva. Pro třídu Čidory to znamenalo přidání balastu, odlehčení nástaveb a redukci výzbroje.
Všechny čtyři jednotky se zúčastnily bojů v Pacifiku, ale pouze jedna se dožila konce války. Dvě jednotky byly potopeny americkými palubními letouny a jednu jednotku potopila americká ponorka.

## Pozadí vzniku a klasifikace
Po podpisu washingtonských dohod se závody v námořním zbrojení nezastavily – pouze se přesunuly od bitevních lodí a bitevních křižníků k do té doby druhořadým kategoriím, jako byly křižníky a torpédoborce. Následující londýnská odzbrojovací konference přidala omezení i na tyto kategorie. Podle článku III.16 londýnské smlouvy nesmělo císařské námořnictvo k 31. prosinci 1936 překročit v kategorii torpédoborců celkový limit 105 500 T standardního výtlaku. Podmínky smlouvy dále neumožňovaly stavbu dalších jednotek třídy Fubuki (limit 16 880 T v jednotkách převyšujících standardní výtlak 1500 T třída Fubuki již překročila, ale rozestavěné torpédoborce směly být dokončeny). Vzniklou situaci chtělo císařské námořnictvo řešit stavbou dvanácti torpédoborců třídy Hacuharu schválených v rámci „doplňovacího programu pomocných plavidel z roku 1931“ (známějšího jako „1. doplňovací program“ ~ 第一次補充計画 ~ Dai–iči–dži hodžú keikaku, či neoficiálně „program prvního kruhu“ ~ マル1計画 ~ Maru iči keikaku). Tím ale císařské námořnictvo vyčerpalo svůj limit pro kategorii torpédoborců. Používat torpédoborce v roli keibikan (警備艦 ~ válečná loď strážící přístav) by v nastalé situaci byl luxus, který si nemohlo císařské námořnictvo dovolit. Proto se Kaigun gunreibu (海軍軍令部 ~ námořní generální štáb) pokusil obranu námořních základen a přilehlých vod zajistit plavidly mimo omezení londýnské smlouvy – tedy do 600 T standardního výtlaku (jestliže měly být vyzbrojeny torpédy).

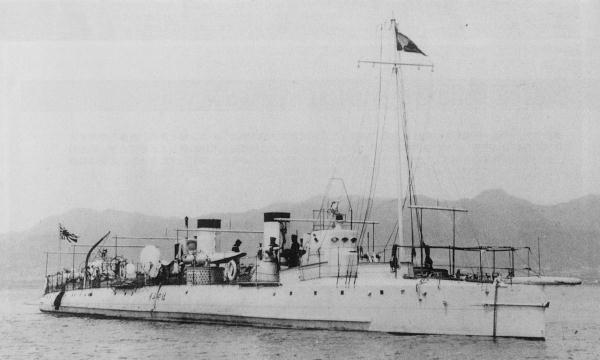
Jedny z posledních suiraitei 1. třídy (před zrušením kategorie) představovalo patnáct jednotek třídy Hajabusa. Oproti novému pojetí suiraitei měly normální výtlak pouhých 150 T. Zde suiraitei Hajabusa v roce 1900.

Kvůli novým plavidlům císařské námořnictvo obnovilo klasifikační kategorii suiraitei, která byla předtím zrušena 15. ledna 1924. Od dělení na další třídy ale bylo – na rozdíl od staré kategorie suiraitei – upuštěno. Stejně jako předchozí suiraitei ani nová kategorie nespadala do kategorie gunkan (軍艦 ~ válečná loď).
Podle původních požadavků Kaigun gunreibu měly nové torpédovky mít rychlost 30 uzlů (55,6 km/h), dosah 3000 námořních mil (5556 km) při 14 uzlech (25,9 km/h) a výzbroj složenou ze tří 127mm kanónů typu 3. roku a čtyř (2xII) 533mm torpédometů s celkovou zásobou osmi torpéd. To vše při standardním výtlaku maximálně 600 T. Nové torpédovky tak měly při menším výtlaku a menší maximální rychlosti, ale se silnější výzbrojí, plnit úkoly torpédoborců II. třídy (二等駆逐艦 nitó kučikukan). 2/3 zkouškový výtlak ale u původního návrhu vycházel na 720 tun, což znamenalo, že by se nepodařilo dodržet 600T limit u standardního výtlaku. Kaigun kansei honbu (海軍艦政本部 ~ námořní technický úřad) proto musel plány budoucí třídy Čidory přepracovat. Kvůli londýnským limitům by stačilo snížit 2/3 zkouškový výtlak asi o 40 tun, ale rozpočtová omezení počátkem 30. let si vynutila redukci až na 535 T standardního, či 615 t zkouškového výtlaku.
Navzdory nutnosti omezit výtlak nových plavidel, Kaigun gunreibu trval na zachování jejich bojového potenciálu. Úspory se tedy musely najít kdekoliv jinde, například využitím tehdy nového elektrického svařování a lehkých slitin. Nýty a některé další konstrukční prvky byly zmenšeny, aby se ušetřila další hmotnost. Vypracováním projektu F-46 (jak znělo projektové označení budoucí třídy Čidory) byl pověřen zósen taisa (造船大佐 ~ námořní kapitán–lodní konstruktér) Kikuo Fudžimoto a jeho tým, který tou dobou pracoval i na projektu F-45 (budoucí třída Hacuharu), kde použil obdobné odlehčovací postupy. Práce na detailním návrhu začaly koncem roku 1930.
I přes snahu o redukci hmotnosti měl výsledný projekt F-46 (stejně jako F-45) přetížené nástavby a byl nestabilní. Tomu ale (až na zvětšení šířky přidáním výdutí) nebyla věnována pozornost, neboť se všeobecně věřilo, že moderní loď se nemůže převrátit.

## Konstrukce

### Trup a podpalubí

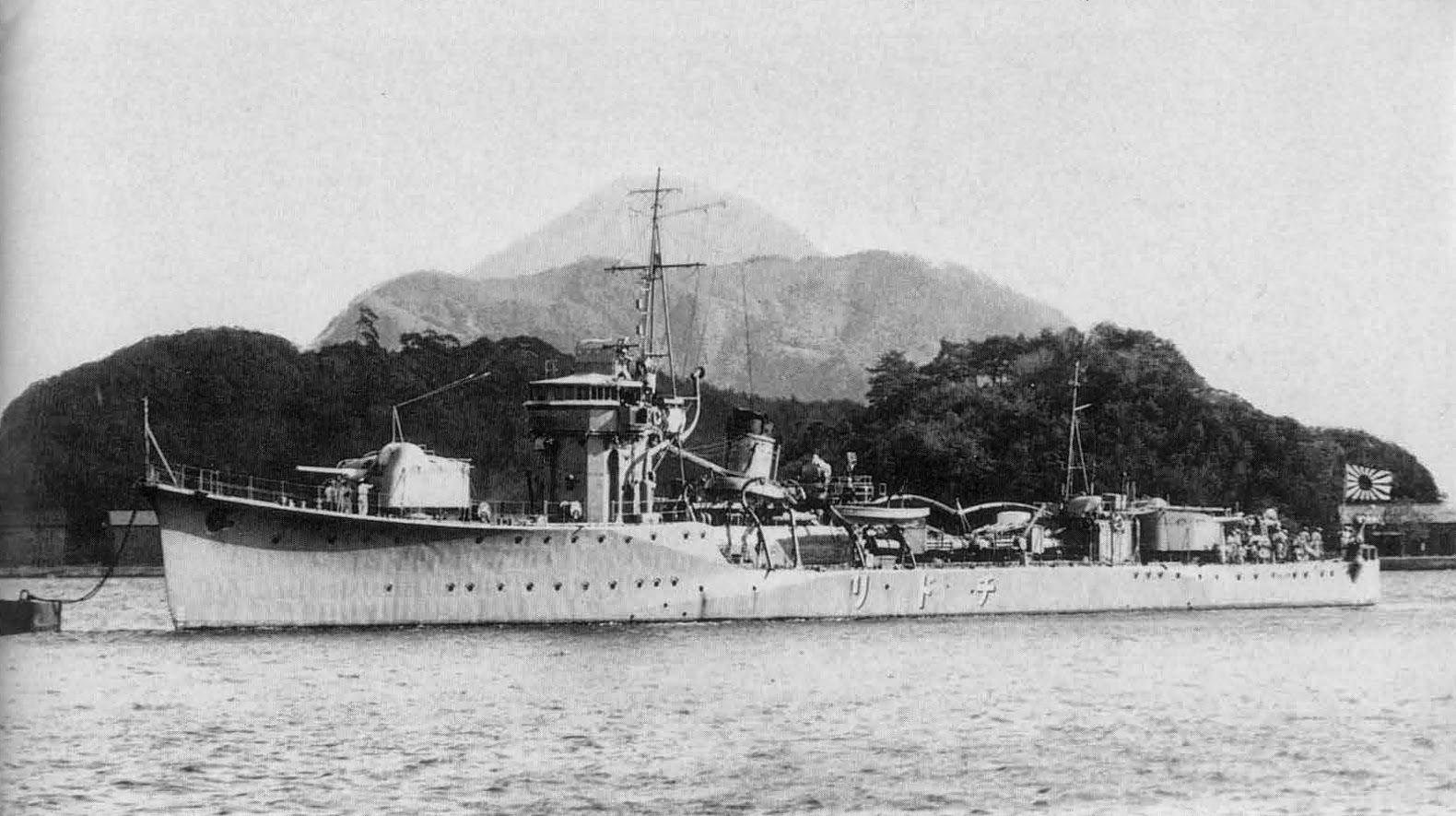
Čidori v Maizuru, listopad 1933, krátce po přijetí do služby. Všimněte si tvarování trupu ve střední části, těsně pod úrovní hlavní paluby, které prozrazuje dodatečnou instalaci výdutí. Lodní okénka v horní řadě na přídi patří kajutám na horní palubě, zatímco dolní řada (která dále pokračuje na zádi) patří prostorům na dolní palubě. Jednohlavňová 127mm lafetace modelu A o hmotnosti 18,5 metrických tun je dobře viditelná na přídi.

Celkem 82 metrů dlouhý trup byl konstruován z menších sekcí, které byly v maximální možné míře sestaveny na zemi a teprve poté umístěny na skluz loděnice a tam svařeny dohromady. Postupovalo se přitom (alespoň z počátku) od centrální sekce směrem k přídi a zádi. Při sestavování bylo v maximální možné míře použito svařování, což si vynutilo použití nelegované ocele, kterou jako jedinou dokázaly loděnice v Japonském císařství počátkem 30. let svařit. Ke spojování prvků z vysokotažné a Dücol ocele muselo být použito nýtování. Jelikož nýtování s sebou přinášelo nechtěný nárůst hmotnosti, byly použity zmenšené nýty a vysokotažná a Dücol ocel byla omezena pouze na nejdůležitější nosné prvky.
Trup byl dělen na několik sekcí, navzájem oddělených příčnými vodotěsnými přepážkami. Podélná vodotěsná přepážka nebyla instalována, neboť se předpokládalo, že plavidla jsou příliš malá, než aby se při nesymetrickém zaplavení nepřevrátila. Přední část měřila 25,5 metrů (projekt, měřeno od přední svislice) a odzdola nahoru byla jednotlivými palubami rozdělena následovně:
- U dna se nacházel nákladový prostor (船艙 nebo 船倉 sensó), který se dělil na šest oddílů: čtvrtý od přídě (mírně za úrovní přední 127mm lafetace) sloužil jako muniční sklad a šestý od přídě, sousedící s přední kotelnou, sloužil jako palivová nádrž číslo 1.[20]
- Dolní paluba (下部甲板 kabu kanpan nebo jen 下甲板 ka kanpan) nad nákladovým prostorem.[20]
- Horní paluba (上部甲板 džóbu kanpan nebo jen 上甲板 džó kanpan) byla rozdělena na pět oddílů, přičemž do třetího oddílu zasahovala manipulační místnost přední 127mm lafetace. Horní paluba byla průběžná po celé délce trupu.[20]
- Přední paluba (船首楼甲板 senšuró kanpan) probíhala až za zadní hranu můstku[20]

Za přídí následovala celkem 14,0 metrů dlouhá sekce kotelen s palivovými nádržemi po stranách (liché č. 3 a 5 na levoboku a sudé č. 2 a 4 na pravoboku) a za nimi následovala 15,4 metrů dlouhá sekce strojoven se zesíleným kýlem. Kotelny i strojovny zabíraly většinu hloubky trupu, která byla 4,4 m.
Zadní část měřila od zadní (pomocné) strojovny po zadní projektovanou svislici 22,6 metrů a byla odzdola nahoru dělena následovně:
- Nákladový prostor, jehož dno se směrem k zádi zvedalo, jak kopírovalo tvar trupu na zádi. Prostory v něm se tak snižovaly. Procházely tudy hřídele lodních šroubů a po stranách přední části se nacházely další palivové nádrže č. 6 až 9 (opět liché na levoboku a sudé na pravoboku). Nacházel se tu rovněž zadní muniční sklad pro zadní 127mm lafetaci.[20]
- Dolní paluba, do které zasahovala manipulační místnost zadní 127mm lafetace. Na zádi se nacházela strojovna kormidla.[20]
- Horní paluba.[20]

### Můstek
Můstek měl celkem čtyři úrovně: dolní patro na přední palubě, druhé patro tvořil horní můstek (上部艦橋 džóbu kankjó), třetí patro tvořil uzavřený navigační můstek (羅針艦橋 rašin kankjó) a nad ním se nacházela plošina s 2m dálkoměrem.

### Pohon
Rychlost kolem 30 uzlů (55,56 km/h), kterou požadoval Kaigun gunreibu, mělo zajistit opětovné využití přehřáté páry. K přehřáté páře se císařské námořnictvo vrátilo u lodí doplňovacího programu pomocných plavidel z roku 1931 poté, co v polovině 20. let od ní upustilo po přetrvávajících problémech s korozí na třídě Furutaka.
Přehřátou páru o teplotě 350 °C a tlaku 30 kg/cm2 (2,94 MPa) generovaly dva vysokotlaké vysokoteplotní vodotrubné kotle Ro-gó Kanpon šiki (ロ号艦本式 ~ Typ technického odboru císařského námořnictva model B). Vůbec poprvé v císařském námořnictvu tak byla použita taková teplota a tlak. Oba kotle byly vybaveny předehřívači vzduchu a každý se nacházel v samostatné kotelně. Obě kotelny (umístěné za sebou: č. 1 přední, č. 2 zadní) měly každá délku 7,0 m, šířku 5,2 m a výšku 4,2 m. Kouřovody z obou kotlů byly svedeny do jednoho komínu.
Za kotelnami následovala 15,4 m dlouhá sekce strojoven, která měla vnitřní šířku 7,0 m a výšku 3,9 m. Přibližně 3/4 délky sekce zabírala přední (hlavní) strojovna se dvěma sestavami parních turbín Kanpon umístěnými vedle sebe. Každá sestava se skládala z jedné vysokotlaké a jedné nízkotlaké turbíny, které přes jednostupňovou převodovku poháněly po jedné hřídeli s lodní vrtulí o průměru 2,0 m a stoupáním 2,26 m. Pro plavbu cestovní rychlostí byla v každé sestavě instalována jedna cestovní turbína, která byla přes převodovku napojena na hřídel vysokotlaké turbíny. Celkový výkon byl projektován na 11 000 koňských sil na hřídeli (8090,5 kW), tedy 5500 koňských sil (4045,2 kW) na sestavu. To mělo při 520 otáčkách lodních vrtulí za minutu stačit na dosažení rychlosti 30 uzlů. Vzhledem k nárůstu hmotnosti se ale této rychlosti nepodařilo dosáhnout a i když Manazuru při zkouškách dosáhla výkonu 11 950 koňských sil na hřídeli (8789,2 kW), maximální rychlost byla kolem 28 uzlů (51,9 km/h).
Zadní čtvrtinu sekce strojoven zabírala pomocná strojovna se dvěma 55KVA turbogenerátory a jedním 25KVA dieselgenerátorem. Elektrické kabely byly opatřeny papírovou izolací.

### Výzbroj
Silná výzbroj představovala jednu z příčin nestability torpédovek třídy Čidory. Hlavňová výzbroj byla založena na třech 127mm kanónech typu 3. roku – sice tedy poloviční, než výzbroj „speciálních torpédoborců“ I. třídy, ale pořád silnější, než výzbroj torpédoborců II. třídy, které (i když byly větší než Čidory) nesly pouze tři 120mm kanóny typu 3. roku. Jeden 127mm kanón byl umístěn v jednohlavňové uzavřené lafetaci modelu A na přídi, zatímco na zádi se nacházela dvouhlavňová uzavřená lafetace modelu B se zbývajícími dvěma 127mm kanóny. Lafetace modelu A i B bylo – alespoň teoreticky – možno použít i k protiletadlové palbě. Projekt F-46 vznikal v době, kdy byly lafetace modelu A a B teprve ve vývoji. Jak se během stavby prvních jednotek ukázalo, výsledná hmotnost lafetací byla větší, než se původně očekávalo a proto bylo kvůli podélné pevnosti nutné zesílit horní palubu. Dvouhlavňová lafetace modelu B měla nakonec hmotnost 30,975 metrických tun a jednohlavňová lafetace A 18,5 metrických tun.
Řízení palby 127mm kanónů bylo stejné, jako na torpédoborcích I. třídy, jak (bez dalších podrobností) uvádí Kaigun Zósen Gidžucu Gaijó. Pravděpodobně se ale jednalo centrální řízení palby založené na metodě „sleduj zaměřovač“ (cuibi haššin, follow the pointer). K měření vzdálenosti cíle sloužil jeden dvoumetrový dálkoměr instalovaný na vrcholu můstku. Při nočním boji bylo možné cíl ozářit 75cm světlometem instalovaným na plošině za komínem.
Protiletadlovou výzbroj – vedle možnosti použít 127mm kanóny hlavní baterie – představoval (podle Lengerera) jeden 13,2mm kulomet instalovaný na plošině za světlometem. Podle Nišidy se ale mělo jednat o jednohlavňový 40mm kanón typu HI.
Hlavní výzbroj torpédovek třídy Čidory představovaly dva otočné dvouhlavňové 533mm torpédomety typu 6. roku, které byly (jako na jediné třídě) opatřené čelním ochranným štítem. 5400 kg vážící torpédomety byly otáčeny manuálně a to rychlostí přibližně 5,14 °/s. Kromě čtyř 533mm torpéd typu 89 nabitých v torpédometech byla další čtyři torpéda uložena v zásobnících (po dvou na každé straně komína) s rychlonabíjecím zařízením. K zaměřování torpéd sloužily pravděpodobně torpédové zaměřovače typu 90 nebo 91 (（魚雷）方位盤 (gjorai) hóiban), které doplňovaly panely řízení palby typu 92 (発射指揮盤 haša šikiban).
Protiponorkovou výzbroj tvořil dvounásobný vrhač hlubinných náloží typu 94 (爆雷投射機 bakurai tóšaki) na zádi, který doplňoval rychlonabíjecí zásobník. Podle Lengerera je počet nesených hlubinných náloží nejasný, ale pravděpodobně se mělo jednat o devět až osmnáct kusů. Samotný zásobník u vrhače pojal šest hlubinných náloží a další dvě nálože mohly být uloženy již připravené k použití na vrhači.
Pro minolovné účely byly na zádi umístěn velký jednolodní odminovač (単艦式大掃海具 tenkan-šiki dai sókaigu) se dvěma paravány (pravděpodobně středního typu).

### Problémy s nadváhou a stabilitou
Již během stavby se zjistilo, že některé komponenty překročily plánovanou hmotnost a že plavidla budou mít problémy se stabilitou. Distribuce hmotnosti u Čidory a Tomozuru byla následující:
| | Projekt | Čidory po dokončení | Nadváha Čidory | Tomozuru po dokončení | Nadváha Tomozuru |
| --- | ------- | ------------------- | -------------- | --------------------- | ---------------- |
| Trup | 161,00  | 223,565*            | 62,525         | 215,883               | 54,883           |
| Výstroj | 36,50   | 42,886              | 6,386          | 43,414                | 6,915            |
| Stálá výstroj | 17,00   | 19,776              | 2,776          | 20,013                | 3,013            |
| Děla | 66,31   | 69,487              | 3,177          | 70,246                | 3,936            |
| Torpéda | 42,27   | 51,594              | 9,324          | 50,522                | 8,252            |
| Elektroinstalace | 28,00   | 31,300              | 3,300          | 31,455                | 3,455            |
| Pohon | 165,00  | 175,885             | 10,885         | 181,969               | 16,969           |
| Palivo | 70      | 87,483              | 17,483         | 87,483                | 17,483           |
| Spotřební materiál | 28,92   | 36,268              | 7,348          | 35,611                | 6,691            |
| Celkem | 615,00  | 738,244             | 123,244        | 736,597               | 121,597          |
| Údaje uvedeny v metrických tunách a v množství pro 2/3 zkouškový výtlak. Zdroj: Lengerer, tabulka 1 na str. 149 * – Hmotnost trupu u Čidory po instalaci 4,96 t balastu |         |                     |                |                       |                  |

Kvůli těžším lafetacím 127mm kanónů musela být zesílena horní paluba (konstruktéři neměli v době návrhu projektu F-46 k dispozici skutečné hmotnosti lafetací, neboť ty byly teprve ve vývoji) a jenom samotný trup nakonec vyšel o více než 50 tun těžší. Po spuštění Čidori na vodu se ukázalo, že těžiště je posunuté o 300 mm výš, než předpokládal projekt. Loděnice v Maizuru o tom informovala Kaigun kansei honbu a pokračovala v dokončování Čidori. Při zkušebních plavbách Čidori ukázala svoji nestabilitu, když při 8/10 výkonu a vychýlení kormidla o pouhých 15 ° dosahoval náklon 30 °.
Stabilita měla být zvýšena zmenšením plochy kormidla z 2,91 m2 na 2,33 m2 a instalací bočních výdutí, které začínaly na úrovni horní paluby a končily pod čarou ponoru (šířka na vodorysce tak vzrostla o 0,7 m), takže jejich větší část se nacházela (za normálního stavu) nad hladinou. Náklon při 8/10 výkonu a plném vychýlení kormidla (35 °) se podařilo snížit na méně než 20 °, což bylo považováno za dostatečné…

## IncidentTomozurua následná rekonstrukce

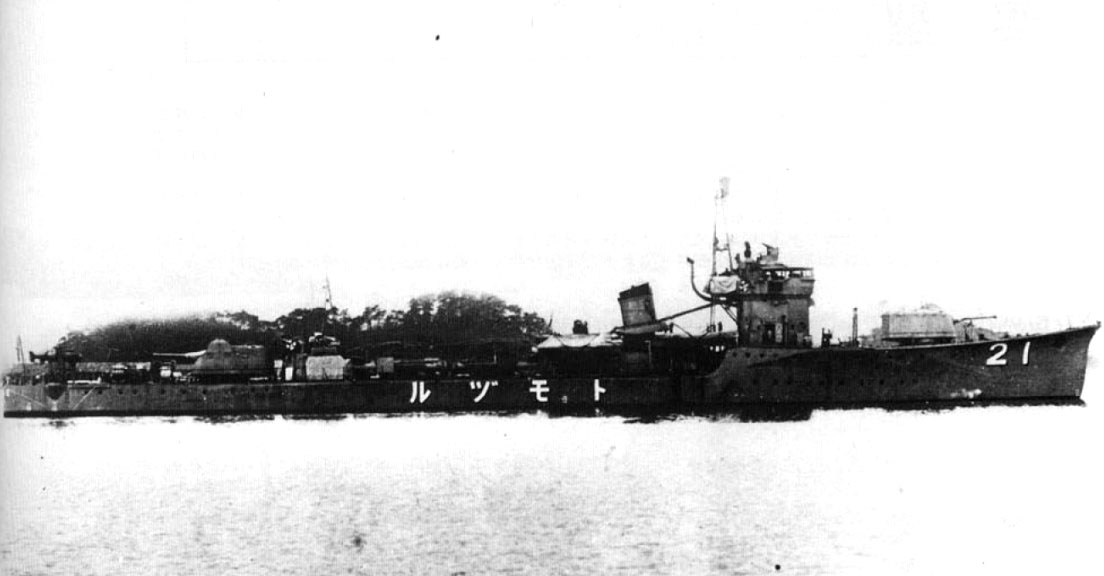
Tomozuru v den přijetí do služby, 16 dní před katastrofou

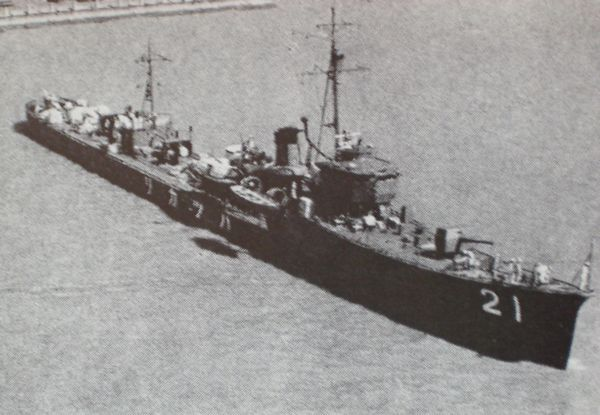
Hacukari po přestavbě, někdy mezi červencem 1934 a prosincem 1941. Všimněte si nižšího můstku a odlehčení výzbroje.

Obdobné úpravy, které byly provedeny na Čidori, byly provedeny i na následujících jednotkách. V ranních hodinách 12. března 1934 se v bouři při návratu z nočního cvičení převrátila torpédovka Tomozuru, přičemž zahynulo 100 mužů posádky, včetně kapitána. Příčinou katastrofy byla malá stabilita, vlny a vítr opírající se do pravoboku, které při snaze o změnu kurzu doprava způsobily převrácení na levobok. Odpoledne téhož dne byla kýlem vzhůru driftující torpédovka nalezena a následně odtažena do suchého doku v Sasebu. Incident ukázal na podcenění stability nejenom u třídy Čidori, ale i u dalších lodí císařského námořnictva.
Zpráva komise vyšetřující incident byla hotová 2. dubna téhož roku. Na jejím základě bylo přistoupeno k rozsáhlé rekonstrukci všech čtyř jednotek třídy Čidori. Ta spočívala v sejmutí bočních výdutí (kvůli zajištění stabilnější dělostřelecké platformy; šířka na vodorysce se tak vrátila k původně projektované hodnotě), instalaci 98 tun balastu pod kýl, snížení můstku o jedno patro odstraněním horního můstku, snížení předního stožáru a komínu a v neposlední řadě redukci výzbroje. Torpédová výzbroj byla redukována odstraněním zadního torpédometu a zásobníků s náhradními torpédy. Zbývající dvouhlavňový torpédomet byl opatřen ochranným štítem. 127mm kanóny v zakrytovaných lafetacích byly nahrazeny za tři 120mm kanóny typu 3. roku v jednohlavňových lafetacích modelu G s ochranným štítem. Dva kanóny byly umístěny na přídi a zádi místo původních 127mm kanónů, třetí kanón byl umístěn na místo demontovaného torpédometu.
Po incidentu 4. loďstva, který odhalil nedostatečnou pevnost svařovaných trupů japonských plavidel, byly svařované spoje trupu zesíleny a zkouškový výtlak u Čidori vzrostl na 815 tun.

## Pozdější modifikace
Za druhé světové války došlo k posílení protiletadlové a protiponorkové výzbroje. To je nejlépe zdokumentováno na případu Hacukari, která se dočkala kapitulace. Paravány a zadní 120mm kanón byly odstraněny. Protiletadlová výzbroj se skládala ze dvou 25mm dvoukanónů typu 96 umístěných na plošině před můstkem a na zadní nástavbě, které doplňovalo šest 25mm kanónů stejného typu v jednohlavňových lafetacích (dva na palubě po stranách můstku, jeden za světlometem na místě 13,2mm kulometu a tři na palubě na zádi) – celkem tedy deset hlavní. Konkrétní složení protiletadlové výzbroje na zbývajících jednotkách je nejasné, neboť mimo jiné záleželo i na osobních stycích velitele, či fukučó (副長 ~ výkonný důstojník) s lidmi v loděnici. Vzhledem k tomu, že se ale všechny jednotky dočkaly roku 1945, lze i u nich předpokládat obdobné úpravy.
Protiponorková výzbroj byla posílena až na 48 kusů hlubinných pum. Ty mohly být svrhávány z (pravděpodobně) dvou skluzavek na zádi a vystřelovány do boků vrhači hlubinných náloží. Bokorysy ve Fukui i Šókai, goei kantei, kaibókan, suiraitei shodně ukazují tři vrhače na zádi – buďto se může jednat o tři dvouhlavňové (tzv. Y砲 Y-hó, či Y-gun) typu 94 nebo šest jednohlavňových (tzv. K砲 K-hó, či K-gun) typu 3 v zákrytu.
Další spornou otázkou ve výzbroji třídy Čidori je (ne)instalace hydrofonu a sonaru. Před incidentem Tomozuru a následnou přestavbou Lengerer jejich instalaci neuvádí. Po přestavbě měly – podle oficiálních plánů – jednotky nést sonar typu 91 a hydrofon, ale Lengerer je k jejich skutečné instalaci skeptický.
K instalaci radarů pravděpodobně nedošlo – bokorysy ve Fukui, ani Šókai, goei kantei, kaibókan, suiraitei jejich charakteristické antény nezaznamenávají.

## Jednotky třídyČidori
| Jméno           | Loděnice           | Položení kýlu      | Spuštění          | Přijetí do služby  | Osud                                                                                          |
| --------------- | ------------------ | ------------------ | ----------------- | ------------------ | --------------------------------------------------------------------------------------------- |
| Čidori (千鳥)   | arzenál Maizuru    | 13. října 1931     | 1. dubna 1933     | 20. listopadu 1933 | 22. prosince 1944 potopena ponorkou USS Tilefish jihozápadně od Omaezaki v prefektuře Šizuoka |
| Manazuru (真鶴) | Fudžinagata, Ósaka | 22. prosince 1931  | 11. července 1933 | 31. ledna 1934     | 1. března 1945 potopena letouny TF 38 severozápadně od Naha, Okinawa                          |
| Tomozuru (友鶴) | arzenál Maizuru    | 11. listopadu 1932 | 1. října 1933     | 24. února 1934     | 24. března 1945 potopena letouny TF 58 ve Východočínském moři                                 |
| Hacukari (初雁) | Fudžinagata, Ósaka | 6. dubna 1933      | 19. prosince 1933 | 15. července 1934  | Kapitulace v Hongkongu, sešrotována 1948                                                      |